# Pan-mongolismo

Mongóis na Ásia Oriental
Mongólia
Grande Mongólia: território a ser englobado na Mongólia.

Concentrações de mongóis étnicos dentro do Império Mongol (com contorno laranja)

Pan-mongolismo é um conceito irredentista defendendo a união dos territórios contíguos habitados por mongóis em um único Estado soberano independente. O território proposto, denominado "Grande Mongólia" (em mongol:  Даяар Монгол, Dayaar Mongol, Dayaar Mongol), geralmente inclui o estado independente da Mongólia, a região chinesa da Mongólia Interior, e a região russa de Buriácia.  Às vezes, Tuva, República de Altai e Krai de Altai estão incluídos também. Todas as áreas na Grande Mongólia com exceção da Mongólia têm maiorias não-mongóis.
O movimento nacionalista surgiu no século XX, em resposta ao colapso da dinastia Chingue e a possibilidade de um estado independente da Mongólia. Depois que o Exército Vermelho ajudou a estabelecer a República Popular da Mongólia, a política externa da Mongólia priorizou a busca do reconhecimento da independência sobre a expansão territorial. Após a Revolução Democrática da Mongólia em 1990 que terminou com o regime comunista na Mongólia, várias organizações surgiram promovendo o pan-mongolismo, mas estas têm pouco apoio popular.[carece de fontes?]